# Чинник видатків
Чи́нник затра́т (англ. Cost driver)  — фактор, який визначає ціну або зміну ціни виконання роботи. Визначення негативних чинників затрат — це визначення тих факторів, які ініціюють виконання робіт, що не приносять доданої вартості. Драйвери витрат є основою/суттю процесно-орієнтованого обліку витрат (АВС).